# Willadingen
Willadingen ist eine politische Gemeinde im Verwaltungskreis Emmental des Schweizer Kantons Bern.

## Geographie
Willadingen liegt auf 465 m ü. M., 10 km nördlich der Stadt Burgdorf und 9 km südöstlich von Solothurn (Luftlinie). Das Haufendorf erstreckt sich an einem Seitenkanal der Ösch, die hier zwischen zwei Moränehügeln hindurchtritt, am östlichen Rand der Schwemmebene der Emme, im Schweizer Mittelland.
Die Fläche des 2,2 km² grossen Gemeindegebiets umfasst einen Abschnitt des Berner Mittellandes. Der nördliche Gemeindeteil liegt in der flachen, landwirtschaftlich intensiv genutzten Emmeebene und reicht in die Fluren Neumatt und Moosmatt sowie bis an den Chrümelbach (rechter Zufluss der Ösch). Im Osten gehört der Erlenwald zu Willadingen. Nach Süden erstreckt sich der Gemeindeboden auf die vom eiszeitlichen Rhonegletscher geformten Moränenhügel Schuelwald (490 m ü. M.), Fänglenberg (mit 519 m ü. M. die höchste Erhebung von Willadingen) und auf das vorgelagerte Plateau von Mösli. Zwischen Schuelwald und Fänglenberg befindet sich die Talniederung der Ösch. Von der Gemeindefläche entfielen 1997 6 % auf Siedlungen, 27 % auf Wald und Gehölze, 66 % auf Landwirtschaft, und etwas weniger als 1 % war unproduktives Land.
Zu Willadingen gehört die Hofgruppe Mösli (490 m ü. M.) auf einem Plateau westlich des Fänglenberges. Nachbargemeinden von Willadingen sind Höchstetten und Koppigen im Kanton Bern sowie Recherswil und Drei Höfe im Kanton Solothurn.

## Bevölkerung
Mit 193 Einwohnern (Stand 31. Dezember 2023) gehört Willadingen zu den kleinsten Gemeinden des Kantons Bern. Im Jahr 2000 waren von den Bewohnern 98,8 % deutschsprachig, 0,6 % englischsprachig, und 0,6 % sprachen Portugiesisch. Die Bevölkerungszahl von Willadingen belief sich 1850 auf 141 Einwohner, 1900 auf 198 Einwohner. Im Verlauf des 20. Jahrhunderts schwankte die Bevölkerungszahl im Bereich zwischen 180 und 260 Einwohnern und wies in den letzten Jahren eine leicht steigende Tendenz auf.
Willadingen hat seit den 1950er Jahren keine eigene Gemeindeverwaltung mehr, diese Dienstleistungen werden bei der Nachbargemeinde Koppigen eingekauft. Willadingen besitzt auch keine eigenen Schulen. Die Unterstufe (Primarschule), die Oberstufe (Real- und Sekundarschule) und der Kindergarten sind im regionalen Gemeindeverband mit den Mitgliedsgemeinden Alchenstorf, Hellsau, Höchstetten, Koppigen und Willadingen angesiedelt.

## Politik
Die Stimmenanteile der Parteien anlässlich der Nationalratswahl 2023 betrugen: SVP 52,4 % (−8,1 %), Mitte 17,9 % (+7,8 %), glp 8,3 % (+0,4 %), SP 5,5 % (−2,7 %), EDU 4,8 % (+4,0 %), FDP 3,7 % (−1,0 %), EVP 2,6 % (+1,6 %), GPS 2,3 % (−3,2 %).

## Wirtschaft
Willadingen war bis in die zweite Hälfte des 20. Jahrhunderts ein vorwiegend durch die Landwirtschaft geprägtes Dorf. Noch heute haben der Ackerbau, die Milchwirtschaft, die Viehzucht und die Waldnutzung einen wichtigen Stellenwert in der Erwerbsstruktur der ortsansässigen Landwirtschaft und geben dem Dorf das ländliche Gepräge. Einige weitere Arbeitsplätze sind im lokalen Kleingewerbe und im Dienstleistungssektor angesiedelt. In den letzten Jahrzehnten hat sich das Dorf zu einer Wohngemeinde entwickelt. Die Mehrheit der Erwerbstätigen sind deshalb Wegpendler, die hauptsächlich in den grösseren Ortschaften der Umgebung (im Raum Burgdorf, Bern und Solothurn) arbeiten.

## Verkehr
Die Gemeinde liegt abseits der grösseren Durchgangsstrassen; die Hauptzufahrt erfolgt von Koppigen oder Höchstetten. Der nächste Anschluss an die Autobahn A1 (Bern–Zürich) befindet sich rund 7 km vom Ortskern entfernt. Mit dem regionalen Bürgerbus besass Willadingen eine direkte Anbindung an das Netz des öffentlichen Verkehrs in Koppigen, dieser wurde per Fahrplanwechsel 2024 eingestellt.

## Geschichte
Die erste urkundliche Erwähnung des Ortes erfolgte 1259 unter dem Namen Wielanding. Später erschienen die Bezeichnungen Wilandingen (1273), Willedingen (1274) und Wiladingen (1367). Der Ortsname geht auf den althochdeutschen Personennamen Willihad zurück und bedeutet demnach bei den Leuten des Willihad.
Seit dem Mittelalter gehörte Willadingen zur Herrschaft Koppigen. Nachdem die Herren von Koppigen im 14. Jahrhundert ausgestorben waren, gelangte Willadingen an die Herrschaft Thorberg und 1397 an die Kartause Thorberg. Im Jahr 1528 kam das Dorf unter Berner Herrschaft und wurde der Landvogtei Wangen und dem Gerichtskreis Koppigen zugeordnet. Nach dem Zusammenbruch des Ancien Régime (1798) gehörte Willadingen während der Helvetik zum Distrikt Wangen und ab 1803 zum Oberamt Burgdorf, das mit der neuen Kantonsverfassung von 1831 den Status eines Amtsbezirks erhielt.

## Sehenswürdigkeiten
Die Kernzone von Willadingen gehört zu den schützenswerten Ortsbildern von nationaler Bedeutung. Im Ortskern sind zahlreiche charakteristische Bauernhäuser im bernischen Landstil aus dem 17. bis 20. Jahrhundert mit den dazugehörenden Stöckli (Wohnhäuser der Alt-Landwirte) und Bauerngärten sowie die teilweise über den Dorfbach gebauten Kornspeicher erhalten. Willadingen besitzt keine eigene Kirche, die Gemeinde gehört zur Kirchgemeinde Koppigen.

## Bilder

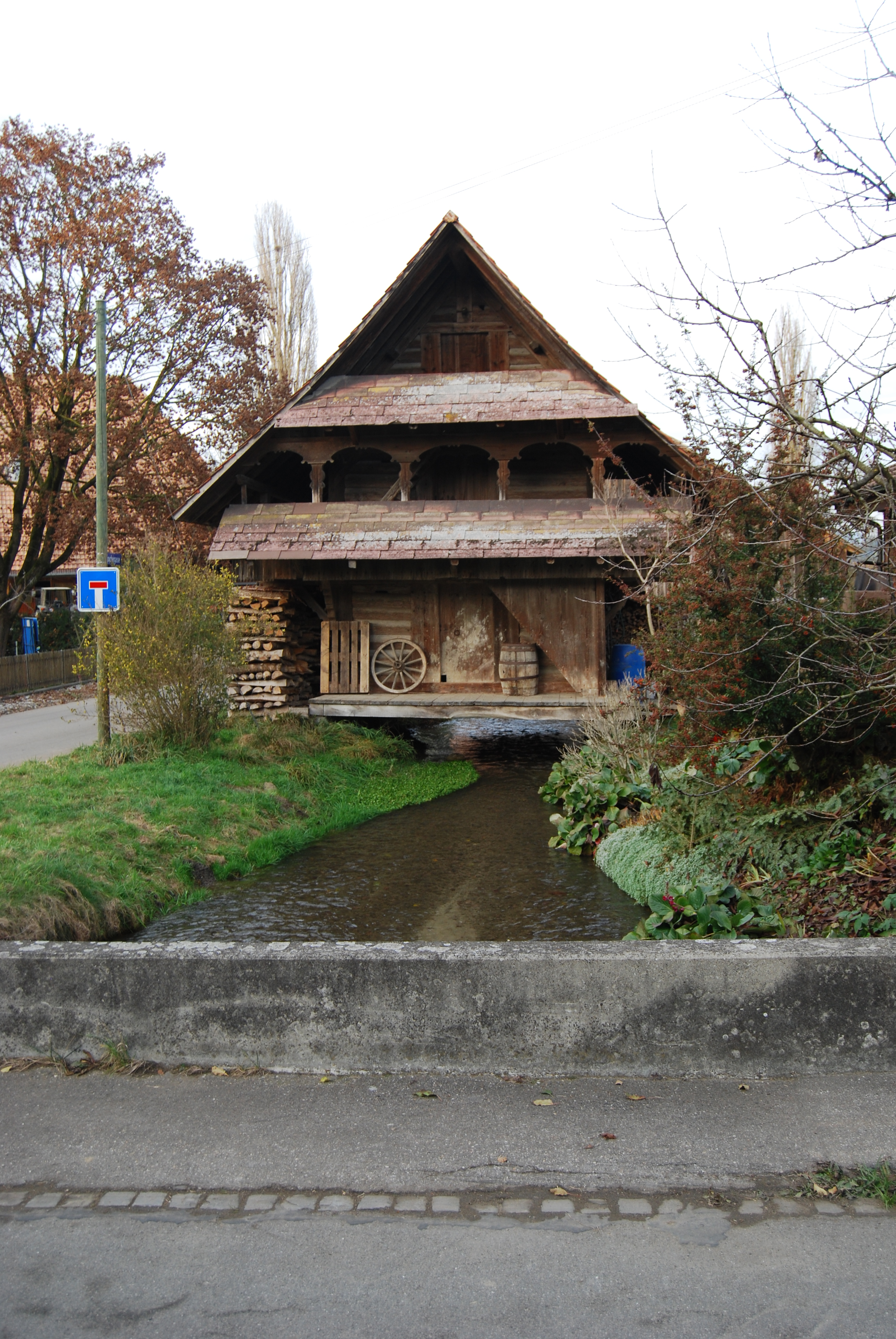
Holzspeicher auf dem Kanal der Ösch
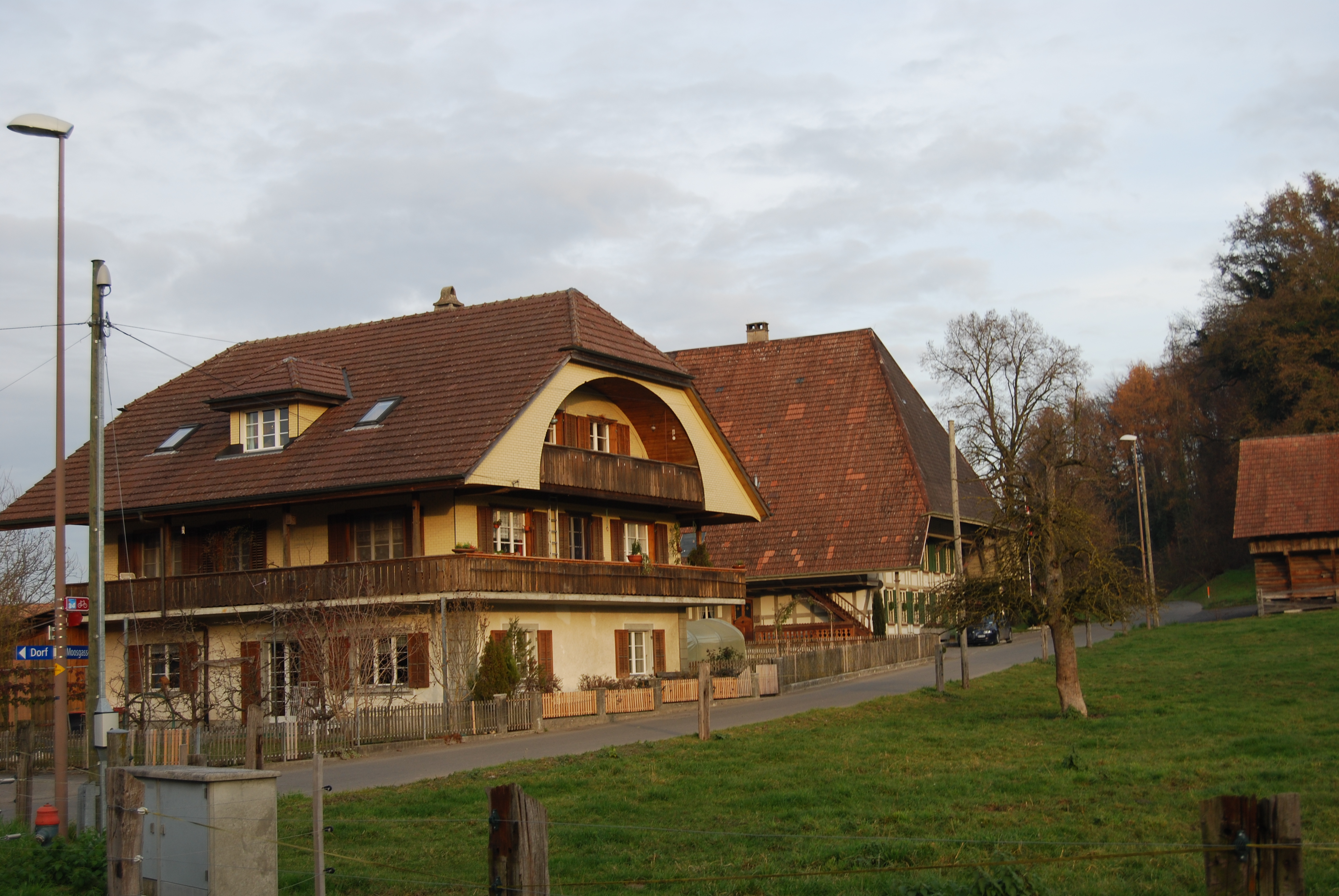
Bauernhaus (rechts) mit Stöckli im Ortszentrum
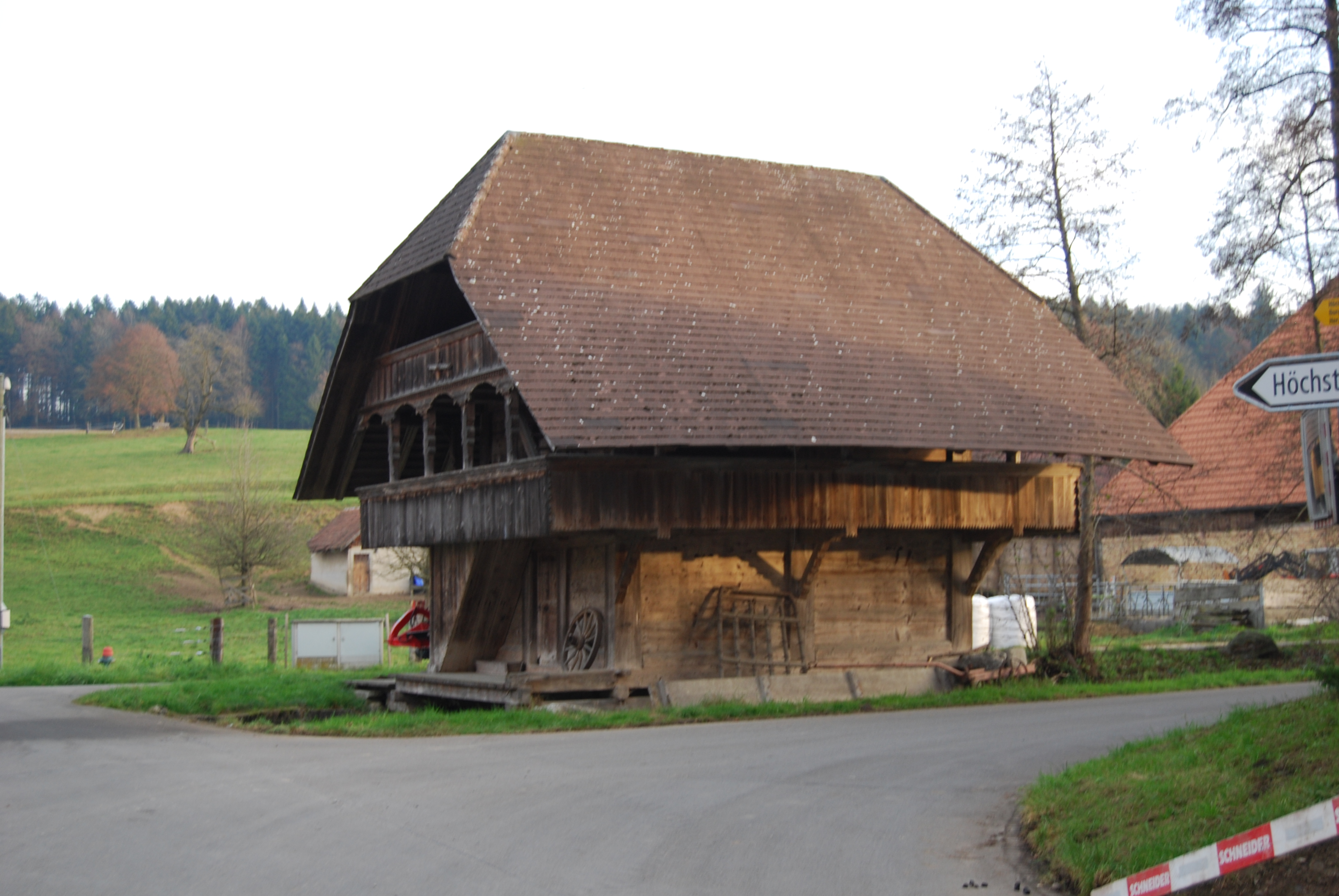
Holzspeicher, datiert 1784